# Pteris holttumii
Pteris holttumii är en kantbräkenväxtart som beskrevs av Carl Frederik Albert Christensen. Pteris holttumii ingår i släktet Pteris och familjen Pteridaceae. Inga underarter finns listade.